# María Reyna
María Reyna González López (Metate, Santa María Tlahuitoltepec; 12 de diciembre de 1990), también conocida como "La Soprano Mixe", es una cantante soprano mexicana. Junto a Joaquín Garzón Rivera, director orquestal, compositor y pianista, ha trabajado arduamente, y su primera producción discográfica fue Orgullosa soy raíz, utilizando la técnica de ópera, realiza fusiones musicales con géneros como el jazz, bolero, entre otros, interpretando en cinco lenguas indígenas de México.  
Realizó estudios de canto en la ciudad de Guadalajara, México.[cita requerida]
El 16 de junio de 2019 presentó su primer disco, Orgullosa soy raíz, en el Teatro de la Ciudad Esperanza Iris (CDMX), donde se incluyen interpretaciones en diversas lenguas, como el mixe, el maya, el mixteco, el zapoteco, el náhuatl y el español. Acudió para ello a espacios importantes para la cultura del sur como CORTV, Oaxaca Artístico y El Oriente, entre otros.

## Biografía
María Reyna González López nació en la localidad de Metate, Santa María Tlahuitoltepec. Descubrió su talento cantando en la escuela primaria. Ingresó al coro de la escuela y, gracias a un maestro, a los 12 años formó su primer grupo versátil, ocupándose él del teclado, y ella de la voz.[cita requerida]
Migró a la ciudad de Guadalajara, y mientras perfeccionaba su español, trabajo como empleada doméstica, fue entonces que tomó clases de canto con el profesor Joaquín Garzón, quien desarrollo su técnica, comenzando así a educarla dentro de las óperas en italiano, los boleros y la música en lenguas indígenas, he aquí la historia: 
Una vez en el estudio en el año 2010, el Maestro Garzón le propuso que cantara en su lengua, y ella le cantó un fragmento de "Madrecita" de Palemón Vargas, de ahí el Maestro hizo arreglos a la canción y a partir de ese momento nació la idea que se cristalizaría hasta 2012, y se paulatinamente se consolidó. 
Para completar su preparación, también estudió en la Escuela Superior Diocesana de Música Sacra, en Guadalajara, Jalisco.  
Siempre lo sintió que lo suyo era el canto, aunque también su cultura. 
Su preparación académica se basó en la licenciatura de Canto Gregoriano en la Escuela de música Sagrada de Guadalajara y en el perfeccionamiento de voz en bel canto (técnica de ópera) cuando llegó a la escuela de Elevare (Escuela de música) con el profesor Joaquín Garzón.

## Trayectoria en Ópera Mixe

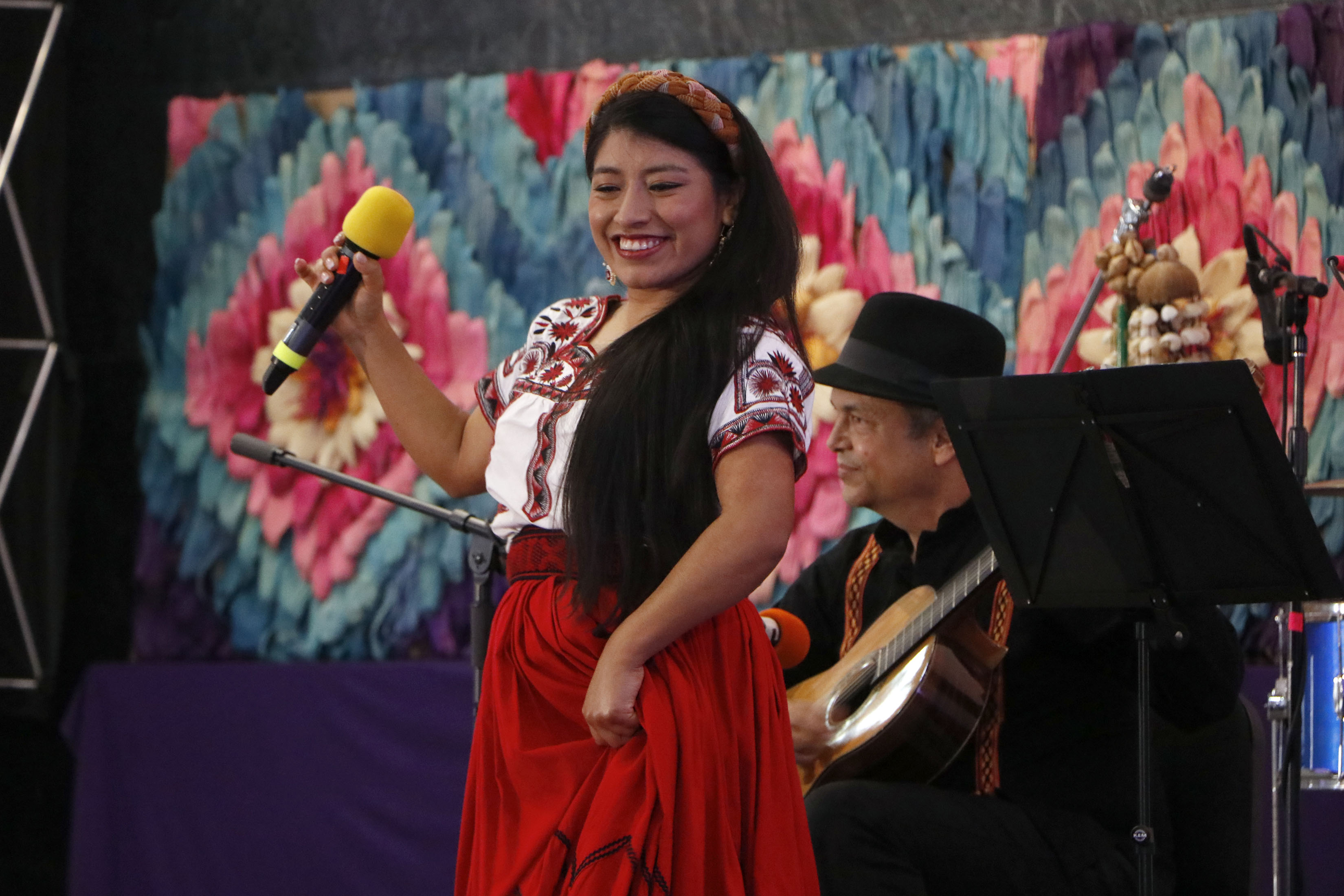
María Reyna, La Soprano Mixe en su presentación durante la Inauguración de la Bienal de la Radio, el 11 de julio de 2021, Ciudad de México. Atrás, el maestro Joaquín Garzón Rivera.

En febrero del 2017, el proyecto Ópera Mixe fue invitado especial para la celebración del Año Internacional de la Lengua Materna organizado por el Instituto Nacional de Lenguas Indígenas (Inali) en El Colegio Nacional de México. Y el 21 de julio estuvo como invitada en la celebración de los 40 años del CECAM dentro de las fiestas de la Guelaguetza, en Oaxaca.[cita requerida]
El 30 de julio fue la invitada especial en el Magno evento de clausura del Campamento Elevare 2017, que se realizó en el Teatro Degollado.[cita requerida]
El 6 de octubre Ópera Mixe participó con un concierto en la XXII Feria Nacional de la Cultura Rural, en la Universidad Autónoma Chapingo.
El 13 de octubre Ópera Mixe clausuró el 1er Encuentro de Creadores Originarios en la alcaldía Tlalpan, en Casa Chata, con un recital.[cita requerida]
- El 19 de noviembre de 2017 fueron invitados a dar un concierto en la clausura del Encuentro de Canto Operístico, en el Patio de las Jacarandas en la ciudad de Aguascalientes.
- El 3 de marzo de 2018 estuvieron invitados a participar en un concierto en la Fiesta de las Culturas, realizada en el IIC-Museo UAB.
- El 14 de mayo fueron invitados a participar en el Foro de la Tres Culturas en Ciudad Cuauhtémoc, Chihuahua, donde posteriormente ofrecieron un Concierto.
- El 27 de mayo estuvieron en la Clausura de FITTNA (Festival Internacional de Teatro y Tradiciones Nativo Americanas), celebrado en la ciudad de Guadalajara.
- El 8 de agosto, gran presentación en el Teatro Macedonio Alcalá, Oaxaca.
- El 19 de agosto, en el IV Festival de Pueblos Indígenas en la Ciudad de Chihuahua, Chihuahua.
- El 24 de agosto, Gran Concierto en el marco de la presentación del Libro Cristera, en el Hospicio Cabañas.
- El 11 de octubre, Invitación Especial al Evento “Hambre del Saber” realizado por Fundación Tarahumara y Misión del Nayar realizado en Monterrey, Nuevo León.
- El 12 de octubre, Invitación Especial a la Inauguración del X Encuentro Mundial de Valores, realizado en el pabellón M, en la ciudad de Monterrey, Nuevo León.
- El 15 de noviembre, Gran Concierto en el Hospital La Raza, teniendo como Marco el Mural del Pintor Diego Rivera.
- El 29 de noviembre, Concierto en el Festival Amado Nervo, en la Ciudad de Tepic, Nayarit.
- El 1 de diciembre, participación en el Zócalo de la Ciudad de México en la Celebración Cultural de la 4.ª Trasformación.
- El 15 de diciembre de 2018, en el Festival de los Pueblos Indígenas, realizado en Tepic Nayarit.
- El 22 de febrero del 2019, Gran Concierto en el Zócalo de la CDMX, en el Festival de la Primera Muestra Lingüística realizado por SEPI.[6]
- 22 de marzo, en el Encuentro de Poesía y Canto en Guadalajara en el Centro Cultural Constitución.
- 23 de marzo, en el 1er Congreso Internacional de Etnias, en San Felipe del Progreso, Estado de México.
- 26 de marzo, en la Capilla Gótica en la CDMX.
- 29 de marzo, en el Centro Cultural Teopanzolco, Cuernavaca, Morelos.
- 30 de marzo, en el Centro Cultural Mexiquense Bicentenario, Texcoco Estado de México.
- 25 de abril, concierto en el Aniversario de Oaxaca.
- El 26 de mayo, en las Fiestas del Pitic, en Hermosillo, Sonora.